# Saúde (Río de Janeiro)
Saúde es un barrio de la Zona Central del municipio de Río de Janeiro, Brasil. Se localiza a orillas de la bahía de Guanabara, siendo uno de los cinco barrios que albergan el puerto de la ciudad. Limita con los barrios de Centro y Gamboa. Después de Zumbi, es el más pequeño de la ciudad. Se caracteriza por el gran número de sobrados y galpones del siglo XVIII. Luego de seis décadas de declive socioeconómico, volvió a recibir inversión público y privada a partir de los inicios del siglo XXI a través del proyecto Puerto Maravilla y del VLT Carioca. Alberga varios lugares da valor histórico, cultural y religioso, como el Muelle de Valongo, la Piedra de la Sal y el parque Jardín Colgante de Valongo. 

## Etimología
En portugués, saúde significa salud. El barrio recibió ese nombre debido a una promesa que un rico comerciante portugués llamado Manuel Negreiros le hizo a Nuestra Señora de la Salud si salvaba a su esposa. Para cumplirla, en 1742 construyó la iglesia de Nuestra Señora de la Salud sobre una colina de granito rocoso, que en ese entonces constituía el malecón.
La iglesia fue recientemente recuperada por el Banco Nacional de Desarrollo Económico y Social (BNDES) y por la Mitra de la Iglesia católica Brasileña. La iglesia no se encuentra en Saúde, sino en número 52 de la calle Silvino Montenegro del vecino barrio de Gamboa.

## Historia

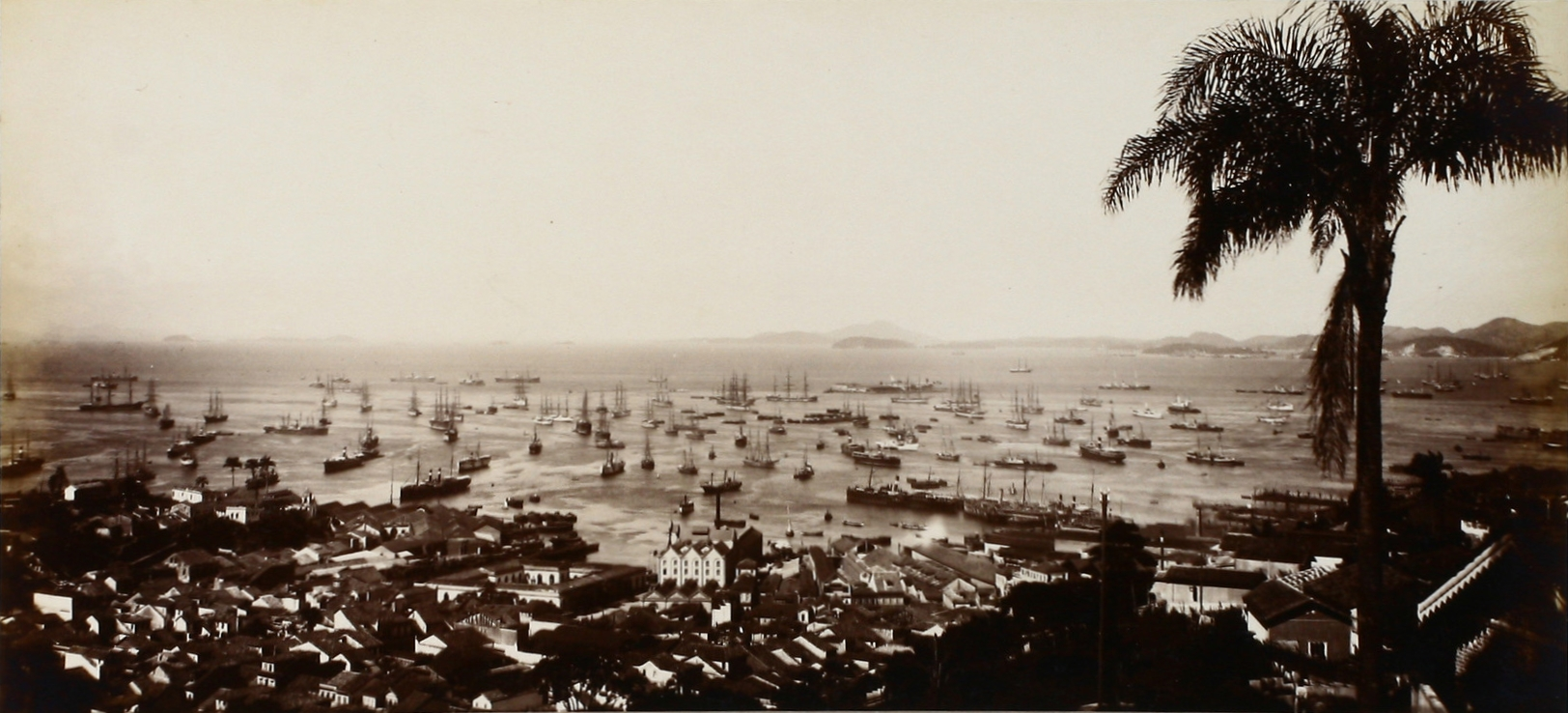
Saúde en 1888. Foto de Marc Ferrez.

Saúde surgió durante la Colonia, en los siglos XVII y XVIII. Desde ese entonces existía una capilla que, después de sucesivas reformas, dio origen a la actual iglesia de São Francisco da Prainha. El morro da Conceição, así como la [Batería del morro da Conceição|fortaleza con el mismo nombre]], se encuentra en el barrio. Construida en 1713 en un lugar elevado y estratégico, esta era una de las mayores protecciones de la ciudad.
La región del muelle de Valongo, a partir de 1774, se hizo el punto de desembarque de esclavos negros en la ciudad, sustituyendo la Plaza XV de Noviembre.  En la región de la Piedra de la Sal se efectuaba desembarque de azúcar, sal y otros productos. En 1843, el muelle de Valongo fue reurbanizado para recibir la princesa Teresa Cristina,la prometida del emperador brasileño don Pedro II. Por eso, el lugar fue rebautizado como muelle de la Princesa. En 1906, fue construido el Jardín Suspendido de Valongo.
A finales del siglo XIX e inicio del siglo XX, el barrio formaba parte de la llamada "Pequeña África", región de la ciudad que concentraba los afrodescendientes y que tuvo un importante papel en la génesis del samba carioca. El valor económico de los barrios Saúde, Gamboa, Santo Cristo y Caju está en su posicionamiento estratégico, pues detienen una área subutilizada, degradada y con inmuebles vacíos, aguardándo la rehabilitación de la zona Portuaria; existen grandes empresas buscando ocupar estas áreas, con el fin de atraer fuentes de actividad económica.
En el inicio del siglo XXI, trabajos de excavación arqueológica trajeron, a la luz, los restos de los muelles de Valongo y de la Emperatriz, que estaban enterrados.

## Acervo cultural y arquitectónico
Saúde alberga junto con Gamboa, Santo Cristo, Centro y Caju un importante acervo urbano: la Región Portuaria de Río de Janeiro. Actualmente, existen varios proyectos de rehabilitar de esta región por los gobiernos federal, provincial y municipal, aguardándose aún un acuerdo con la iniciativa privada. Se destaca importante acervo arquitectónico y cultural existente en el barrio y compuesto por:
- Centro Cultural de Saúde

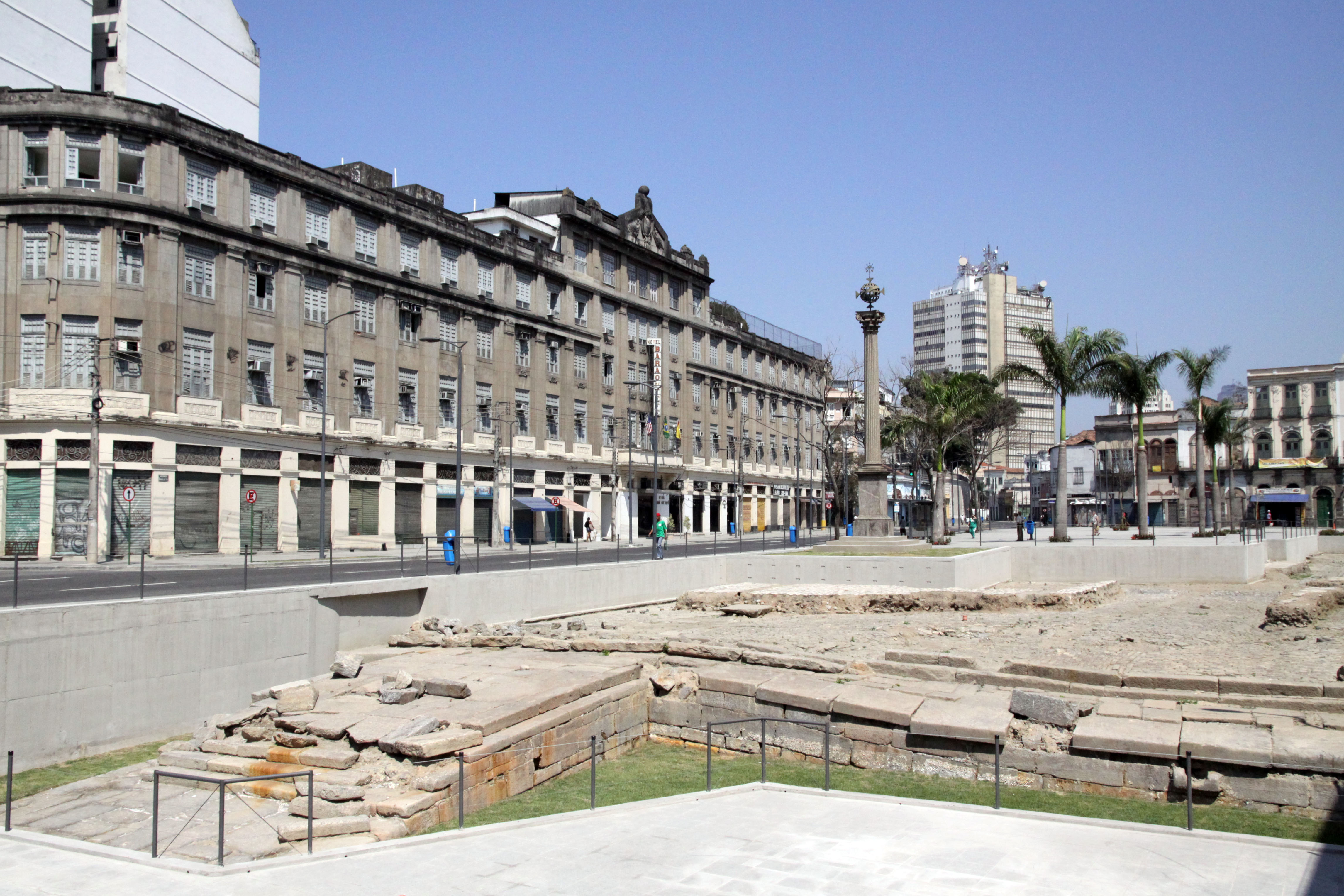
Muelle de Valongo, el mayor puerto de esclavos del.

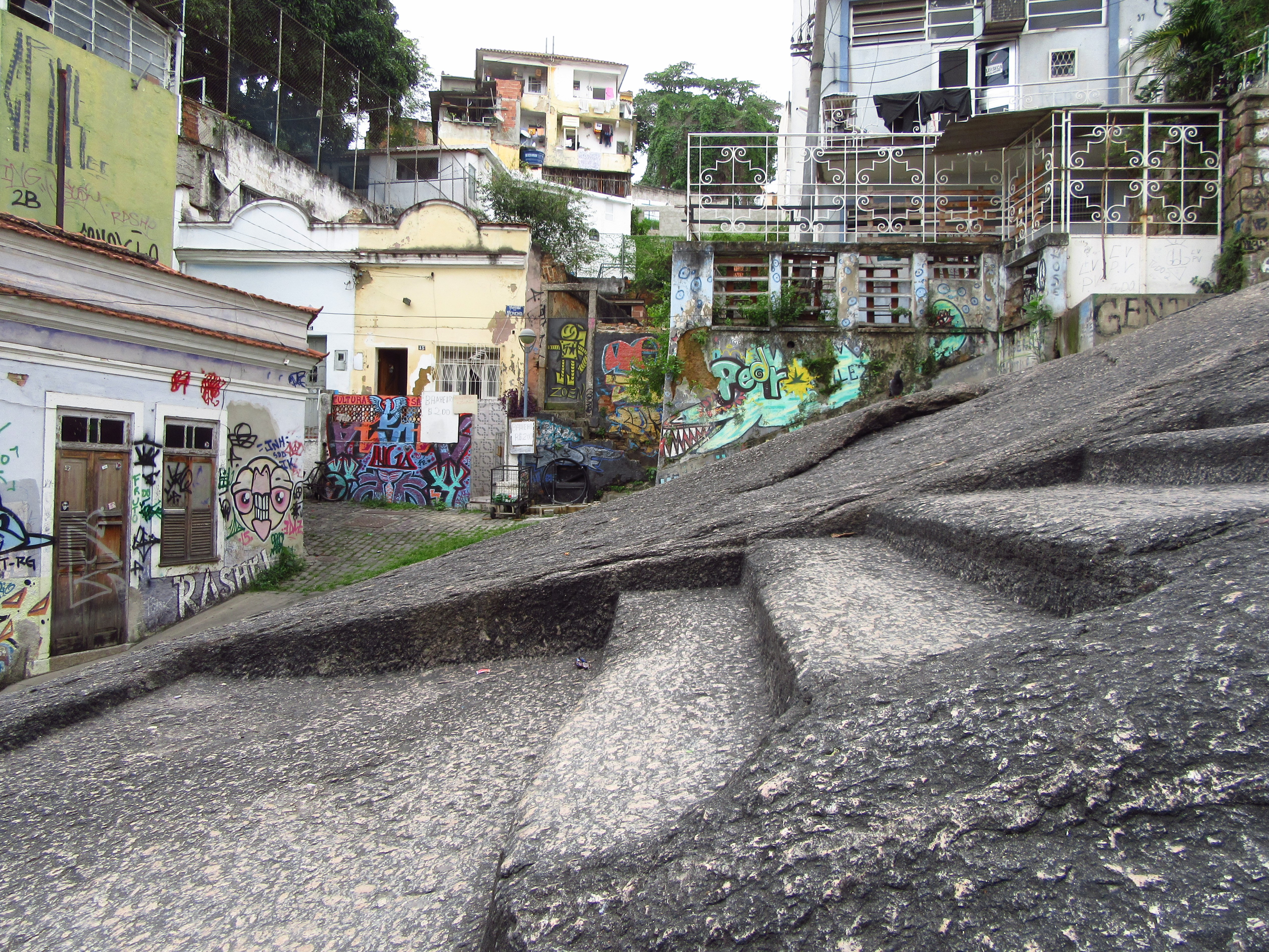
Pedra do Sal.

- Centro Cultural de la Acción de la Ciudadanía (Cecaci)
- Centro Comercial del largo de la Prainha
- Conjunto Residencial de la Prainha
- Escalera de Piedra Tallada
- Espacio Cultural Heloneida Studart del Consejo Provincial de los Derechos de la Mujer
- Fortaleza de Nuestra Señora de la Concepción
- Iglesia de São Francisco da Prainha
- Instituto SAGAS de Preservación de Casarios y Edificios de la Salud
- Jardín Suspendido de Valongo
- Muelle de Valongo
- Largo João de la Baiana
- Observatorio Nacional de Valongo
- Pedra do Sal
- Ruinas de la Batería de Saúde
- Sociedad Dramática Teatral Hijos de Talma
- Sede del Instituto Nacional de Tecnología
- Sede del Instituto Oceanográfico del Ejército de Brasil
- Sede de la Justicia Federal en Río
- Sede de la Policía Federal en Río
- Teatro Almacén Utopía